# Сяново (Болгарія)
Ся́ново (болг. Сяново) — село в Силістринській області Болгарії. Входить до складу общини Тутракан.

## Населення
За даними перепису населення 2011 року у селі проживали 75 осіб.
Національний склад населення села:
| Національність   | Кількість осіб | Відсоток |
| ---------------- | -------------- | -------- |
| болгари          | 70             | 94,6%    |
| турки            | 4              | 5,4%     |
| цигани           | 0              | 0%       |
| інша             | 0              | 0%       |
| не визначились   | 0              | 0%       |
| Всього відповіли | 74             |          |

Розподіл населення за віком у 2011 році:
Динаміка населення: